# The Imperial March
„Imperial March (Darth Vader's Theme)“ je hudební motiv z franšízy Star Wars, který složil John Williams pro film Star Wars: Epizoda V – Impérium vrací úder. Spolu s „Yoda's Theme“ byl „The Imperial March“ poprvé proveden 29. dubna 1980, pouhé tři týdny před uvedením filmu, během inauguračního koncertu Johna Williamse jako oficiálního rezidenčního dirigenta Boston Pops Orchestra. Toto symfonické filmové téma si získalo značnou popularitu a bylo použito jako příznačný motiv v celé franšíze Star Wars.

## Použití v Star Wars
Hudební skladba známá jako „The Imperial March“ je občas označována jednoduše jako „Darth Vader's Theme“. Ve filmové sérii, s výjimkou původního filmu Star Wars: Epizoda IV – Nová naděje, je pochod často používán při zobrazení příchodu Dartha Vadera. Kromě toho je použit během sekvence zobrazující příchod Dartha Sidiouse na Hvězdu smrti ve filmu Star Wars: Epizoda VI – Návrat Jediů, i když v tomto okamžiku přechází do Císařova vlastního tématu při jeho vstupu.

### Původní trilogie
"The Imperial March", použitý ve filmu Star Wars: Epizoda V – Impérium vrací úder, je zpočátku patrný v nízkých pikolách, když Galaktické impérium rozmisťuje po galaxii sondážní droidy a pronásleduje Luka Skywalkera. Hlavní úvod skladby se odehrává v okamžiku, kdy se shromáždí hvězdné destruktory třídy Imperial a Darth Vader debutuje ve filmu v 19. minutě. Tematické prvky a související motivy jsou také začleněny do různých hudebních kompozic, včetně „The Battle of Hoth“ během stejnojmenné bitvy, „The Asteroid Field“ během sekvence honičky s Millenium Falconem a „The Clash of Lightsabers“ během souboje Luka a Vadera v Oblačném městě nad Bespinem. Podobný motiv je použit i v Star Wars: Epizodě VI – Návrat Jediů, i když jeho závěrečné vyznění je výrazně odlišné a využívá tiché harfy, když vykoupený Anakin Skywalker umírá v náručí svého syna.

### Prequelová trilogie
„The Imperial March“ je v prequelové trilogii významným motivem, který se používá zejména jako předzvěst proměny Anakina Skywalkera v Dartha Vadera. Ve filmu Star Wars: Epizoda I – Skrytá hrozba je téma devítiletého Anakina v 1H10 tematicky založeno na „The Imperial March“. „The Imperial March“ zaznívá také ke konci filmu, když Yoda uznává Anakina jako učně Obi-Wana Kenobiho a říká: “Vyvoleným, chlapec být může. Avšak, nebezpečí z jeho výcviku, obávám se.“ v 2H06. Kromě toho je jemné provedení pochodu začleněno do vyvrcholení závěrečné titulkové sekvence, kde postupně přechází do charakteristického dechu hlavního hrdiny, čímž naznačuje následné odhalení Anakinovy proměny v Dartha Vadera v následující prequelové trilogii. Ve druhém prequelu s názvem Star Wars: Epizoda II – Klony útočí je „The Imperial March“ použit nenápadně během klíčových okamžiků, které předznamenávají Anakinovu následnou cestu, jak ilustruje následující úryvek: První případ nastává, když Yoda vycítí, že Anakin vyvraždil kmen Tusken Raiders v rámci pomsty za smrt své matky, a následně, s větší intenzitou, když se Anakin svěřuje Padmé Amidale se svými činy. Nejvýraznější a nejlépe rozpoznatelný případ nastává během závěrečné sekvence, kdy se klonoví vojáci shromáždí a odletí z Coruscantu, což předznamenává zánik Republiky. Navzdory tomu, že v závěrečných titulcích filmu vyniká píseň „Across the Stars“, je pod ní ke konci filmu slyšet několik tónů z „The Imperial March“.
Ve filmu Star Wars: Epizoda III – Pomsta Sithů zazní skladba známá jako „The Imperial March“ poprvé ve scéně, v níž postava Anakina vyčítá Radě Jediů, že mu odepřela hodnost Mistra Jedi, ačkoli ho následně jmenuje do Rady v 0H37. Skladba zazní také ve chvíli, kdy Anakin informuje Mace Windua o pravé identitě Palpatina, Dartha Sidiouse. Stejná skladba je použita také ve chvíli, kdy je Anakin krátce po smrti Mace Windua dabován jako sithský Darth Vader. „The Imperial March“ je citován, když klonoví vojáci najdou mrtvé Wookie na Kashyyyku a když Padmé Amidala konfrontuje Anakina na Mustafaru. Nakonec zazní několik tónů „Pochodu“, když Vader dorazí na Mustafar, aby zabil separatisty. Skladba zazní s větší zřetelností během scény „Bitva hrdinů“, v níž se Obi-Wan Kenobi a Darth Vader utkají ve vrcholném souboji, a při souběžné konfrontaci Yody a Sidiouse. Tato úprava je reinterpretací verze, která dříve zazněla ve skladbě „The Clash of Lightsabers“ z filmu Star Wars: Epizoda V – Impérium vrací úder. Skladba zazní také během dvou dalších scén: zaprvé, když Darth Vader dostává svou zbroj ve 2H06 a zadruhé, když se dívá na první Hvězdu smrti se Sidiousem ve 2H11.

### Sequelová trilogie
Ve filmu Star Wars: Síla se probouzí z roku 2015 zazní dva takty dechového motivu z „The Imperial March“ poté, co se antagonista Kylo Ren podívá na ohořelé zbytky helmy Dartha Vadera a slíbí, že uspěje tam, kde Galaktické impérium selhalo. Ve filmu Star Wars: Poslední z Jediů z roku 2017 skladba krátce zazněla poté, co Nejvyšší vůdce Snoke přirovnal antagonistu Kyla Rena k Darthu Vaderovi a řekl, že vidí potenciál „nového Vadera“. Ve filmu Star Wars: Vzestup Skywalkera z roku 2019 je skladba přítomna ve scénách, kdy je ukázána maska Dartha Vadera; když Darth Sidious poprvé odhalí Kylu Renovi Konečný řád, masivní armádu hvězdných destruktorů třídy Xyston, kterou postavil Věčný Sith; když Rey hledá Sidiousova sithského hledače cest v troskách Hvězdy smrti; a když sithský hvězdný destruktor přiletí zničit Kijimi.

### Antologie Star Wars
V upoutávkách na film Rogue One: Star Wars Story se skladba objevuje velmi často; první tóny The Imperial March jsou slyšet na konci traileru, když se písmena otočí a odhalí název nadcházejícího filmu. Ještě předtím je slyšet Darthův Vaderův dech a jeho vzhled je vidět jako odraz na podlaze. V samotném filmu, k němuž složil hudbu Michael Giacchino, je téma slyšet, když Vader vychází ze své svatyně, aby se poradil s Orsonem Krennicem, a znovu poté, co Vader varuje Krennica před překročením svých pravomocí. Téma je znovu slyšet, když Vader zaútočí na vojáky Povstalců uvězněné v chodbě; je dostatečně zpomalené, aby nebylo rušivé, a doprovází ho sbor připomínající ten ze Star Wars: Epizody III – Pomsta Sithů. Téma nakonec zazní naplno, když Vader sleduje únik Tantive IV do hyperprostoru.
Skladba se objevuje na začátku filmu Solo: Star Wars Story, transponovaná do durové tóniny, jako diegetická hudba na vesmírném letišti Corellia, jako součást reklamy, která diváky vybízí ke vstupu do císařského námořnictva a Hana Sola vybízí, aby se přihlásil jako vstupenka z planety. Toto krátké vystoupení představuje první a doposud jediný výskyt „The Imperial March“ uvnitř univerza v kinematografickém filmu.

### Klonové války
„The Imperial March“ má vliv na krátké, ale temné okamžiky, které se týkají Anakina. Například v epizodě 62 „Záchrana Citadely“ se Anakin i kapitán Wilhuff Tarkin během útěku zmiňují o svých dobrých vztazích s Nejvyšším kancléřem Palpatinem. Anakin na konci epizody podává Tarkinovi ruku, zatímco Tarkin říká, že bude kancléře informovat o Anakinově dobrém výkonu. Během tohoto podání ruky je v hudbě slyšet odkaz na „The Imperial March“. Mezi další epizody, v nichž se znělka objevuje, patří „Vetřelci mozku“ (když Anakin škrtí Poggla), „Cesta pokušení“ (když Anakin zabije Merrika), „Vládci“ (několikrát), „Přízraky Mortis“ (několikrát), „Uneseni“ (když Obi-Wan Kenobi mluví s Anakinem a poté s Ahsokou), „Podvod“ (několikrát) a ‚Přátelé a nepřátelé‘ (několikrát), ‚Krize na Naboo‘ (když se Anakin hádá s Obi-Wanem Kenobim), ‚Bezpráví‘ (během scén s Darthem Sidiousem) a ‚Jedi, který věděl příliš mnoho‘ (několikrát). Motiv je hojně používán v šesté sérii.

### Povstalci
V názvu epizody „Den císařství“, který odkazuje na výročí císařství, zazní během průvodu „The Imperial Anthem“, úprava „The Imperial March“. Pochod zazní také ve „Výzvě k akci“, když na Lothal dorazí Grand Moff Tarkin, v závěrečné scéně „Ohně napříč Galaxií“, když na Lothal dorazí Darth Vader, a v několika scénách v „Obléhání Lothalu“.

### Obi-Wan Kenobi
V seriálu Obi-Wan Kenobi zazní tento pochod v „VI. části“ po kontaktu Dartha Vadera s Darthem Sidiousem.

## Použití mimo Star Wars
- Rush Limbaugh použil tuto skladbu pro své aktualizace „Gorbasm“ o Michailu Gorbačovovi.
- V lednu 2003, během Super Bowlu XXXVII, použila stanice ABC Sports píseň „The Imperial March“ jako příznačný motiv pro Oakland Raiders.
- V roce 2012 vydala společnost Volkswagen pro Super Bowl XLVI reklamu, ve které štěká několik psů na melodii „The Imperial March“.[2]
- Krátce před referendem o nezávislosti Skotska se jeden z účastníků kampaně za nezávislost vezl na rikše vedle skupiny labouristických politiků, kteří byli proti nezávislosti a kteří přijeli vlakem z Londýna do Glasgow na významnou návštěvu, když procházeli centrem města, hráli The Imperial March a hlásali obyvatelům Glasgow: „Vaši císařští páni přijeli. Pokloňte se svým císařským pánům!“[3][4]
- Hlavní část skladby můžete slyšet ve filmu Asterix a Obelix: Mise Kleopatra.
- Demonstranti v USA a v Evropě hráli The Imperial March, aby vykreslili policejní zásahy jako příslušnost k temné straně.[5][6]
- „The Imperial March“ je krátce použit v celovečerním filmu studia Walt Disney Animation Studios Raubíř Ralf a internet, když Vanellope Von Schweetzová utíká před Stormtroopery Prvního řádu na webových stránkách OhMyDisney.com.
- 19. srpna 2024 zahrála korveta německého námořnictva Braunschweig při odplouvání z Londýna „The Imperial March“.[7]
- V seriálu Simpsonovi se „The Imperial March“ někdy používá jako znělka pro Montgomeryho Burnse.

## Inspirace a vlivy
„The Imperial March“ čerpal inspiraci a stylové vlivy z Chopinova Marche funèbre a opusu 32 Planety anglického skladatele Gustava Holsta, který vznikl v letech 1914 až 1917, a z Grande Marche de Medjidie Augusta Rittera von Adelburg.